# ポリプレノール
ポリプレノール(Polyprenol)は、天然に存在する長鎖のイソプレノイドアルコールである。nをイソプレノイドユニットの数として、一般式はH-(C5H8)n-OHであり、4つ以上のイソプレンユニットからなるプレノールがポリプレノールと呼ばれる。ポリプレノールは、天然の生体調節因子として重要な役割を果たし、様々な植物組織に少量存在する。ヒトを含む全ての生物で見られるドリコールは、2,3-ジヒドロ誘導体である。

## 源
生きている樹木はポリプレノールを含むことで知られる。特に針葉樹の葉はポリプレノールが最も豊富に含まれるものの1つである。シイタケにも痕跡量含まれている。

## 研究
ポリプレノールの研究への興味は、ロシア、欧州、日本、インド、米国で高い。1930年代初頭から、森林生化学の創設者であるFyodor SolodkyとAsney Agranetの率いるサンクトペテルブルクのForest Technical Academyは、針葉樹の葉の組成の研究を始めた。彼らは、±40℃の気温という極端な環境でも樹木が病気にならない頑健性に着目して研究を始めた。Solodkyらの研究により、針葉樹の葉からポリプレノールを含む完全に新しい分類の有機化合物が単離された。

## 機能
ポリプレノールは低分子天然生体調節因子であり、生合成と呼ばれる植物の細胞内プロセスにおいて重要な調節的役割を果たす。植物にとってのポリプレノールは、ヒトを含むすべての生物にとってのドリコールに相当する。実際これらは非常に近い組成を持ち、ドリコールは飽和したイソプレンユニットを持つポリプレノール誘導体である。
ドリコールリン酸回路はドリコールを介して起こり、糖タンパク質合成の主要な役割を果たす。
分泌物、膜及び細胞内糖タンパク質由来の全てのタンパク質は、インスリン、アドレナリン、エストロゲン、テストステロン、その他のホルモンや酵素の産生に使用される細胞表面レセプターの基礎を形成する。また恐らく、ドリコールは膜が正しい組成の脂質を維持するための重要な役割を果たしている。ドリコールの量が減少すると急性のリウマチや免疫不全に繋がる。
ドリコールリン酸回路は、細胞膜のグリコシル化のプロセス、つまり細胞の相互作用を制御し、免疫系とタンパク質の安定化を助ける糖タンパク質の合成を促進する。中でもポリ糖タンパク質は化学療法中に健康な細胞を守りつつ癌細胞を殺す能力を持つ。
ポリプレノールは肝臓でドリコールに代謝され、ここで薬理作用を示す。

## 医療応用
ポリプレノールやドリコールは、生理活性の幅広さや毒性の低さから興味を持たれて研究されてきた。
ポリプレノールは、免疫系、細胞修復、精子形成を刺激し、抗ストレス、アダプトゲン、抗潰瘍、また傷を癒す効果を持つ。ドリコールは抗酸化活性を持ち、細胞膜を過酸化から保護する。マウスを用いた実験で、ポリプレノールは抗ウイルス活性、特にインフルエンザウイルスに対する効果を持つことが示された。健康な肝臓の細胞と比べて、肝臓癌細胞中のドリコールの量が減少することが分かっている。
オーストラリアの製薬会社ソラグランがポリプレノールの薬理効果の研究を行っている。